# Атанасије Метеорит
Атанасије Метеорит, познат и ако Атанасије Метеорски (грч. Αθανασιο τον Μετεωριτη, световно име Андроник, хришћански је светитељ.
Рођен је 1310. године. Подвизавао се у Светој гори. Основао је знаменити манастир Метеор у Тесалији. Хришћани верују да је имао велики дар прозорљивости и чудотворства.
Српска православна црква слави га 20. априла по црквеном, а 3. маја по грегоријанском календару.